# Claytonia sibirica
Espèce
Classification APG III (2009)
Claytonia sibirica, le pourpier rose', fleur de bonbon, beauté printanière sibérienne ou laitue de mineur de Sibérie est une plante à fleurs de la famille des Montiaceae,

## Origine et habitat
Originaire des îles du Commandeur (y compris l'île de Béring) de la Sibérie, et l'ouest de l'Amérique du Nord depuis les îles Aléoutiennes et la côte de l'Alaska au sud à travers les îles de la Reine-Charlotte, Vancouver Island, Cascade et Coast Ranges, jusqu'à une limite sud dans les Santa Cruz Mountains. Des populations sont également connues dans les monts Wallowa, les montagnes Klamath et le nord de l'Idaho. Un synonyme est Montia sibirica. La plante a été introduite au Royaume-Uni au XVIIIe siècle, où elle est devenue très répandue.

## Description
Présente dans les bois humides, c'est une plante vivace, bisannuelle ou annuelle avec des fleurs hermaphrodites qui sont protandres et autofertiles. Les nombreuses tiges charnues forment une rosette et les feuilles sont rhomboïdale et leur contour est entier. Les fleurs mesurent de 8 à 20 mm de diamètre, avec cinq pétales blancs, rayés de bonbon ou roses ; la floraison a généralement lieu entre février et août, mais certaines plantes continuent de fleurir jusqu'à la fin de l'automne.

### Invasion
L'espèce se trouve maintenant dans la majeure partie du Royaume-Uni, en particulier dans l'ouest et le nord. Elle continue de se propager mais n'est pas considérée comme envahissante. Cependant, il est signalé qu'elle cause des problèmes locaux en raison de son calendrier de croissance. Les feuilles charnues apparaissent tôt dans la saison, puis s'affaissent et peuvent gêner la croissance des espèces ultérieures.

## Utilisation
Les feuilles succulentes ont une saveur agréable. Lorsqu'elles sont jeunes, elles peuvent être ajoutées aux salades, lorsqu'elles vieillissent et sont plus dures, elles peuvent être cuites comme un légume feuille. Elles sont probablement à leur meilleur en hiver et au printemps quand il n'y a pas grand-chose d'autre.